# Hyperolius langi
Hyperolius langi är en groddjursart som beskrevs av Noble 1924. Hyperolius langi ingår i släktet Hyperolius och familjen gräsgrodor. IUCN kategoriserar arten globalt som livskraftig. Inga underarter finns listade i Catalogue of Life.